# Dingxiang
Dingxiang (chinesisch 定襄县, Pinyin Dìngxiāng Xiàn) ist ein chinesischer Kreis der bezirksfreien Stadt Xinzhou in der Provinz Shanxi. Die Fläche beträgt 846 Quadratkilometer und die Einwohnerzahl 193.997 (Stand: Zensus 2020). 1999 zählte Dingxiang 209.196 Einwohner.
Der Hongfu-Tempel (Hongfu si 洪福寺), der Guanwang-Tempel von Dingxiang (Dingxiang guanwang miao 定襄关王庙) und die Tunnelkriegsstätte von Xihetou (Xihetou didaozhan yizhi 西河头地道战遗址) stehen auf der Liste der Denkmäler der Volksrepublik China.